# Карбоната (Лука)
Карбоната је насеље у Италији у округу Лука, региону Тоскана.
Према процени из 2011. у насељу је живело 37 становника. Насеље се налази на надморској висини од 32 м.